# 格拉斯兰剧院

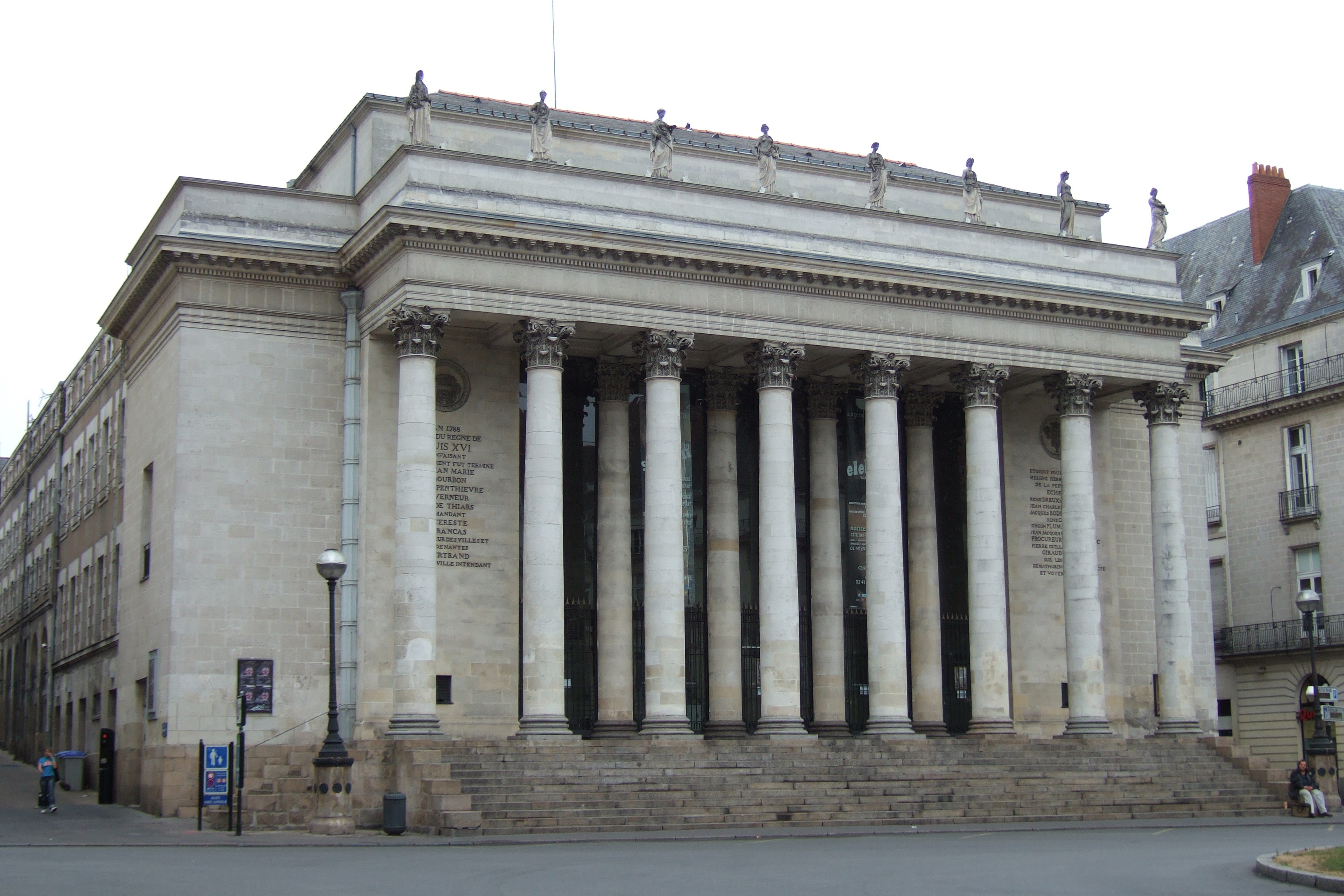
格拉斯兰剧院

格拉斯兰剧院（Théâtre Graslin）是法国城市南特的剧院和歌剧院。在18世纪后期，由当地建筑师马蒂兰Crucy为这个城市开辟一个新区，剧院以土地所有者格拉斯兰命名。古典主义风格，观众席可容纳822人。

## 历史
格拉斯兰剧院于1788年3月23日正式成立，1796年被火摧毁，后来重建，以配合1811年皇帝拿破仑的访问。它很快成为一个主要的歌剧院，如今，与昂热大剧院联合成立昂热南特歌剧院。